# Elizabeth Maria Bowen Thompson
Elizabeth Maria Bowen Thompson, född 1812, död 1869, var en brittisk missionär, skolgrundare och brevskrivare.  
Hon var missionär i Syrien. I Syrien grundade hon flera skolor för flickor, kända som British Syrian Schools. 
Hon blev känd för sitt engagemang för änkorna efter de soldater som avled under Krimkriget och sepoyupproret. 
Hennes brev, som beskrev hennes livsverk, utgavs 1872 som The Daughters of Syria.